# Joan Geelvinck (1644-1707)
Joan Geelvinck (1644-21 mei 1707) was de oudste zoon van Cornelis Geelvinck en de broer van Albert Geelvinck. Hij was een koopman, bewindhebber van de VOC en woonde aan het Singel 460, in het pand dat tegenwoordig bekend is als Odeon. Hij was getrouwd met Anna van Loon. 
Geelvinck was samen met Nicolaes Witsen, betrokken bij de expeditie van het schip De Geelvink onder bevel van Willem de Vlamingh, om de westkust van Australië in kaart te brengen. Rond 1705 voer het schip naar Nieuw-Guinea en ontdekte de Geelvinkbaai. De daarin gelegen eilanden werden de Geelvinkeilanden genoemd. Taalwetenschappers spreken van de Geelvinkbaaitalen, de aangetroffen dwergpapegaaien, vliegende vossen, Pteropus pohlei en boomkikkers kregen eveneens de naam Geelvink mee.